# Abelendo (Porquera)
Abelendo (llamada oficialmente San Lourenzo de Abelenda) es una parroquia del municipio español de Porquera, en la provincia de Orense, Galicia.

## Toponimia
La parroquia también es conocida por los nombres de San Lorenzo de Abelendo y San Lourenzo de Abelendo.

## Geografía
Está atravesada por el arroyo dos Vales y por una pista asfaltada que sale del OU-301, al oeste del pueblo de Fontemoura.

## Organización territorial
La parroquia está formada por dos entidades de población:
- Reboreda
- San Lorenzo (San Lourenzo)

## Demografía
| Gráfica de evolución demográfica de Abelendo entre 2000 y 2023 |
|                                                                |
| Datos según el nomenclátor publicado por el INE.               |